# Rhamphomyia bicalaris
Rhamphomyia bicalaris är en tvåvingeart som beskrevs av Ito och Saigusa 1967. Rhamphomyia bicalaris ingår i släktet Rhamphomyia och familjen dansflugor. Inga underarter finns listade i Catalogue of Life.